# Михайлов, Василий Васильевич
Василий Васильевич Михайлов (26 февраля 1908, Саратовская губерния — 24 мая 1957, Саратовская область) — командир 57-миллиметрового орудия, участник Великой Отечественной войны, Герой Советского Союза.

## Биография
Родился 26 февраля 1908 года в селе Кикино (ныне — Балтайский район, Саратовская область). Был призван в Красную Армию в 1941 году.
Участник Великой Отечественной войны с 1942 года. Воевал на Сталинградском, Южном, 3-м и 1-м Украинских фронтах.
К 8 августа 1944 года советские войска расширили плацдарм за Вислой. Противник организовал сильный контрудар в районе Стопницы. Немецкие танки начали наступление на рубеж, удерживаемый подразделением Михайлова. Его орудие оказалось на линии атаки. Михайлову удалось уничтожить несколько танков и сдержать наступление на своём участке. На следующий день орудие было перемещено назад, но бой продолжился. Артиллерист уничтожил ещё несколько танков, был ранен и отправлен в госпиталь.
Звание Героя Советского Союза с вручением ордена Ленина и медали «Золотая Звезда» присвоено 23 сентября 1944 года за отвагу и мужество, проявленные в боях за расширение и удержание плацдарма на западном берегу Вислы в районе Сандомира.
Умер 24 мая 1957 года.

## Награды
- Медаль «Золотая звезда».
- Орден Ленина.
- Орден Отечественной войны 2-й степени.
- Орден Красной Звезды.
- Медаль «За освобождение Праги».